# Franciszek Węgleński
Franciszek Węgleński (ur. 11 listopada 1809, zm. 1 sierpnia 1881) – polski ziemianin, współzałożyciel Towarzystwa Rolniczego, członek stronnictwa białych i Rady Stanu w czasie powstania styczniowego.

## Życiorys
Będąc dziedzicem Świdnik, w 1834 roku dokupił od Onufrego Antoniego Batowskiego majątki Rogów i Stanisławkę. Dobra te odziedziczył po jego śmierci jego syn Tadeusz.
10 maja 1856 roku był prezesem zebrania ogólnego (w Lublinie) „Właścicieli Dóbr Stowarzyszonych w Guberni Lubelskiej Oddziału Lubelskiego”, które wybrało władze Dyrekcji Szczegółowej Towarzystwa Kredytowego Ziemskiego Guberni Lubelskiej. Został ponownie wybrany na prezesa kolejnego zebrania.
W 1858 roku był współzałożycielem (wraz z Ludwikiem Górskim) Towarzystwa Rolniczego. W 1860 roku był członkiem komitetu wystawy przemysłowo-rolniczej w Lublinie, jako delegat Towarzystwa Rolniczego w Królestwie Polskim. W 1861 roku został wybrany z okręgu wyborczego hrubieszowskiego na członka rady powiatu hrubieszowskiego.
W 1861 roku opublikował referat „Pogląd na sprawę czynszową”. Dyskusja nad tym referatem odbyła się w czasie Zjazdu Towarzystwa w Pałacu Namiestnikowskim w Warszawie 24 lutego 1861 roku. W jej wyniku większość zebranych opowiedziała się za uwłaszczeniem chłopów. Manifestacje wywołane uchwałą Towarzystwa zakończyły się brutalnym ich zduszeniem przez wojska rosyjskie.
Sam Węgleński należał do obozu Aleksandra Wielopolskiego. Wraz z kilkoma innymi przedstawicielami tego obozu próbował negocjować z namiestnikiem Michaiłem Gorczakowem projekt ukazu o Radzie Stanu, reprezentował ugodowe stanowisko wobec polityki caratu i wszedł do Rady Stanu. Po upadku dyktatora Mariana Langiewicza w marcu 1863 roku złożył dymisję.

## Życie rodzinne
Franciszek Węgleński był synem Wincentego i Anny z domu Wyszyńskiej. Ożenił się z Anną Suffczyńską, wnuczką Józefa Deszerta (sekretarza króla Stanisława Augusta) i Józefa Suffczyńskiego, posła na Sejm Czteroletni). Mieli troje dzieci: Tadeusza (1831–?) – kolatora greckokatolickiej cerkwi w Świdnikach, Joannę (1832–?) i Gustawa (1836–1882).